# Asmate discriminaria
Asmate discriminaria är en fjärilsart som beskrevs av Walker 1862. Asmate discriminaria ingår i släktet Asmate och familjen mätare. Inga underarter finns listade i Catalogue of Life.